# Bonde do Rolê
Bonde do Rolê foi um grupo musical brasileiro formado em 2005 pela cantora Marina Vello e os produtores Rodrigo Gorky e Pedro D'Eyrot. O grupo ficou conhecido pelas letras cômicas e a mistura de ritmos entre funk carioca e indietronica – subgênero que mescla rock e eletrônica. Após a saída de Marina no auge do grupo no final de 2007, Laura Taylor assumiu os vocais até o fim.

## História

### 2005–2007: Marina Vello
O Bonde do Rolê foi formado em 2005 pela cantora Marina Vello e pelos DJs e produtores Rodrigo Gorky e Pedro D'Eyrot, que passaram a se apresentar juntos em baladas e clubes noturnos unindo a batida do funk carioca com letras cômicas e debochadas. Em 2006 o grupo lançou o EP Melo do Tabaco, com sete faixas, e disponibilizou todas gratuitamente no MySpace, passando quase despercebido pelo Brasil, mas que foi intensamente acessado no Reino Unido, chegando a ter 50 mil ouvintes mensais – considerado extraordinário na época. A repercussão no país chamou atenção do produtor Diplo, que já estava trabalhando com alguns artistas de funk brasileiros, e assinou com eles pela gravadora Mad Decent e, logo depois, fechou uma parceria também com a britânica Domino Records para lançá-los no Reino Unido. Em julho de 2006 a banda fez uma turnê pelos Estados Unidos e Canadá com Diplo.
Pelos selos internacionais, em 5 de junho de 2007 foi lançado o álbum With Lasers, misturando indietronica e funk carioca com letras cômicas e politicamente incorretas. Na ocasião a revista americana Rolling Stone incluiu o grupo na lista de "Dez bandas para ficar de olho" e o jornal americano The New York Times publicou uma matéria sobre eles. O álbum trouxe três singles — "Solta o Frango", "Marina Gasolina" e "Office Boy" — no Top15 da parada indie do Reino Unido, sendo que a última faixa também atingiu a posição 75 na tabela principal do país. "Solta o Frango", também foi incluída no jogo FIFA 08, no filme The Ruins e na campanha publicitária da Nokia para a Europa, onde a banda fez uma turnê por três meses. Em dezembro de 2007, após shows cancelados, foi anunciado o fim do grupo devido a saída de Marina Vello, que alegou querer fazer um som mais sério, enquanto a banda planejava o segundo álbum nos mesmos moldes cômicos.
Uma das faixas do álbum With Lasers foi vinculada à trilha sonora do filme americano de 2012 Project X, a música "Marina do Bairro".

### 2008–2015: Laura Taylor
Em 2008, no entanto, Pedro e Rodrigo decidiram continuar com o grupo e se associaram à MTV Brasil para escolher uma nova vocalista através de um especial realizado em 6 de março, no qual Ana Bernardino e Laura Taylor foram escolhidas. Sem Marina, porém, o grupo perdeu o contrato com as gravadoras internacionais e não conseguiu assinar com uma brasileira, passando os quatro anos seguintes realizando pequenos shows e tendo dificuldade para se reestabelecer no mercado, o que levou Ana a deixar o projeto em 2011. Nesta fase a principal crítica da imprensa era que, sem Marina, a banda tinha perdido o tom naturalmente debochado e irônico qua tinha. Em 2012 o grupo reassinou com a Mad Decent e lançou o álbum Tropical Bacanal, abandonando o funk carioca para focar na indietronica com música pop, continuando com as letras humoradas, mas partido para um lado inédito mais sensual com Laura. A banda encerrou os trabalhos em 2015.

## Integrantes
- Marina Vello (2005—2007)
- Rodrigo Gorky (2005—2016)
- Pedro D'Eyrot (2005—2016)
- Laura Taylor (2008—2016)
- Ana Bernardino (2008—2011)

## Controvérsias
Em 2006, o Bonde das Impostora, com quem o Bonde do Rolê fazia shows, lançou a música "Satanás Aplaude (Pauno Kuda UDR)" debochando dos membros da U.D.R., acreditando que eles não se ofenderiam por também serem uma banda de comedy music. Meses depois, a U.D.R. lançou uma música-resposta, "As Curitibanas Mais Taradas", debochando não só do Bonde das Impostora, mas também do Bonde do Rolê, e iniciou um concurso para que os fãs enviassem montagens jocosas das bandas, o que gerou uma onda de gordofobia contra Marina. Por conta da situação, o grupo parou de se apresentar com o Bonde das Impostora e Rodrigo Gorky declarou que a banda ex-amiga era "uma porcaria".
Mesmo com o afastamento das duas bandas, porém, a U.D.R. continuou provocando o Bonde do Rolê e, em 2007, incluiu no EP O Shape do Punk do Cão a música "Gordinho, Você não é DJ" como indireta para Rodrigo Gorky. Em 2008 no EP Bolinando Straños também houve outra música debochando do grupo, intitulada "Qro c do boned do role como fas// rs".

## Discografia

### Álbuns de estúdio
| Álbum           | Detalhes                                                                                           |
| --------------- | -------------------------------------------------------------------------------------------------- |
| With Lasers     | - Lançamento: 5 de junho de 2007 - Formatos: CD, download digital - Gravadora: Domino • Mad Decent |
| Tropicalbacanal | - Lançamento: 19 de novembro de 2012 - Formatos: CD, download digital - Gravadora: Mad Decent      |

### EPs
| Álbum           | Detalhes                                                                            |
| --------------- | ----------------------------------------------------------------------------------- |
| Melo do Tobaco  | - Lançamento: 2006 - Formatos: EP - Gravadora: Domino • Mad Decent                  |
| Marina Gasolina | - Lançamento: 5 de dezembro de 2006 - Formatos: EP - Gravadora: Domino • Mad Decent |

### Singles
Como artista principal
| Título                                                                                   | Ano  | Melhores posições | Melhores posições | Álbum                         |
| Título                                                                                   | Ano  | UK                | UK Indie          | Álbum                         |
| ---------------------------------------------------------------------------------------- | ---- | ----------------- | ----------------- | ----------------------------- |
| "Melo do Tabaco"                                                                         | 2006 | —                 | —                 | Melo do Tabaco                |
| "James Bonde"                                                                            | 2006 | —                 | —                 | With Lasers                   |
| "Solta o Frango"                                                                         | 2007 | —                 | 14                | With Lasers                   |
| "Office Boy"                                                                             | 2007 | 75                | 3                 | With Lasers                   |
| "Marina Gasolina"                                                                        | 2007 | —                 | 8                 | With Lasers                   |
| "Kilo"                                                                                   | 2012 | —                 | —                 | Tropicalbacanal               |
| "Brazilian Boys"                                                                         | 2012 | —                 | —                 | Tropicalbacanal               |
| "Pucko"                                                                                  | 2013 | —                 | —                 | Tropicalbacanal               |
| "Bang"                                                                                   | 2013 | —                 | —                 | Tropicalbacanal               |
| "Picolé"                                                                                 | 2013 | —                 | —                 | Tropicalbacanal               |
| "Vida Loka"                                                                              | 2014 | —                 | —                 | Não adicionado à nenhum álbum |
| "—" denota singles que não entraram nas paradas musicais ou não foram lançados no local. |      |                   |                   |                               |

Como artista convidado
| Título                                                                                   | Ano  | Melhores posições | Álbum                         |
| Título                                                                                   | Ano  | BEL               | Álbum                         |
| ---------------------------------------------------------------------------------------- | ---- | ----------------- | ----------------------------- |
| "Eparrei" (Dimitri Vegas & Like Mike part. Diplo, Fatboy Slim, Bonde do Rolê e Pin)      | 2014 | 5                 | Não adicionado à nenhum álbum |
| "—" denota singles que não entraram nas paradas musicais ou não foram lançados no local. |      |                   |                               |

### Remixes
- Wild Sfiha - (Bonde do Rolê Remix)
- Ventuinha Mentirosa - (Bonde do Rolê Remix)
- Mega Rolê Mix - (Kelrrey aka BCDj's Remix)
- Cansei de Ser Sexy - Alala (Bonde do Rolê Remix)
- Edu K - Hot Mama (Bonde do Rolê Remix)
- Marina Gasolina - (Radioclit Remix)
- Tony Allen - Awa Na Re (Bonde do Rolê Remix)
- Edu K - Sex-O-Matic (Bonde do Rolê Remix)
- Gameboy/Gamegirl - Fruit Salad (Bonde do Rolê Remix)
- Mika - Big Girl (Bonde do Rolê Remix)
- Lenni Cesar - Morris Park (Bonde do Rolê Remix)
- Bonde do Rolê - Solta o Frango! (Killer On The Dancefloor Remix)
- Bonde do Rolê - Solta o Frango! (LAZRtag Remix)
- Major Lazer - Get Free (Bonde do Rolê Remix)
- Banda UÓ - Catraca (Bonde do Rolê Remix)

## Prêmios e indicações
| Ano  | Prêmio                                | Categoria                                                      | Resultado |
| ---- | ------------------------------------- | -------------------------------------------------------------- | --------- |
| 2007 | Troféu APCA                           | Melhor Show                                                    | Venceu    |
| 2007 | MTV Video Music Brasil                | Banda ou Artista Revelação                                     | Indicado  |
| 2008 | MTV Video Music Brasil                | Artista do Ano                                                 | Indicado  |
| 2008 | MTV Video Music Brasil                | Videoclipe do Ano "Bonde do Rolê - "Solta O Frango"            | Indicado  |
| 2012 | Prêmio Multishow de Música Brasileira | Versão do Ano "Bonde do Rolê - "Babydoll de Nyllon"            | Indicado  |
| 2014 | Prêmio Multishow de Música Brasileira | Melhor clipe (Júri Especializado) "Bonde do Rolê - "Vida Loka" | Venceu    |